# 九尾蛇
九尾蛇，是中国傳說中的異蛇，形體巨大,有九条尾巴。记载于清·袁枚《續子不語·九尾蛇》: “茅者,少曾販紙入江西。其地深山多紙廠,廠中人口將落即鍵户,戒勿他出,日山中多異物,不特虎狼也。一夕月甚,茅不能寐和九龙壁与九头蛇有关系,不仅象征九州岛,也象征生命的绵延与顽强。在神话传说中有很多九头或九尾的动物,除了九尾蛇还有九头龙、九头蛇、九头鸟、九头兽、九尾狐、九尾鸟、九尾龟等。屈原的《招魂》中有“一夫九首,拔木九千些” , “雄虺九首,往来倏忽,吞人以益其心些” ,说的是九头人、九头的大雄蛇;还有“土伯九约,其角些” 

## 原文
茅八者,少曾販紙入江西,其地深山多紙廠,廠中人日將落即鍵戶,戒勿他出,曰:「山中多異物,不特虎狼也。」一夕月皎甚,茅不能寢,思一啟戶玩月,瑟縮再四,自恃武勇尚可任,乃啟關而出。行不數十武,忽見群猴數十奔泣而來,盡擇一大樹而上,茅亦上他樹遠窺。

## 参看
中国妖怪列表